# Репях, Иван Игоревич
Ива́н И́горевич Репя́х (род. 18 октября 2001, Краснодар) — российский футболист, играет на позиции полузащитника в футбольном клубе "Сатурн" Раменское.

## Клубная карьера
Футболом начал заниматься в академии «Краснодара». В мае 2016 года перешёл в академию московского «Спартака».
14 ноября 2018 года в поединке против новосибирской «Сибири», дебютировал в ФНЛ за «Спартак-2» (Москва), в матче на 83-й минуте заменил Александра Руденко.
24 сентября 2020 года подписал контракт с клубом датской Суперлиги «Вайле». 20 января 2022 года, после двух сыгранных матчей (один в чемпионате и один в Кубке Дании), его контракт с клубом был расторгнут. В феврале 2022 года подписал контракт со СКА из Ростова-на-Дону. В феврале 2023 года перешёл в «Кубань». В июле 2023 года перебрался в тамбовский «Спартак».